# Campeonato Sudamericano de Baloncesto de 1999
El Campeonato Sudamericano de Baloncesto de 1999 corresponde a la XXXVIII edición del Campeonato Sudamericano de Baloncesto. Disputado en el estadio "Osvaldo Casanova" de Bahía Blanca, Argentina entre los días 14 y 20 de junio. Fue ganado por Brasil.

## Equipos
- Argentina
- Brasil
- Bolivia
- Chile
- Colombia
- Ecuador
- Paraguay
- Perú
- Uruguay
- Venezuela

## Ronda previa
Divididos en dos grupos de cinco, clasifican los dos mejores primeros.

### Grupo A
|   | Equipo   | Pts | J | G | P | PF  | PC  | Dif  |
| - | -------- | --- | - | - | - | --- | --- | ---- |
| 1 | Brasil   | 8   | 4 | 4 | 0 | 365 | 259 | 106  |
| 2 | Uruguay  | 7   | 4 | 3 | 1 | 390 | 299 | 91   |
| 3 | Paraguay | 6   | 4 | 2 | 2 | 312 | 312 | 0    |
| 4 | Chile    | 5   | 4 | 1 | 3 | 314 | 314 | 0    |
| 5 | Bolivia  | 4   | 4 | 0 | 4 | 233 | 340 | -107 |

| 14 de junio             | Uruguay                 | 126 - 52                | Bolivia                                |  |
|                         |                         |                         |                                        |  |
| Parciales: 59-26, 67-26 | Parciales: 59-26, 67-26 | Parciales: 59-26, 67-26 | Estadio Osvaldo Casanova, Bahía Blanca |  |

| 14 de junio             | Brasil                  | 77 - 62                 | Chile                                  |  |
|                         |                         |                         |                                        |  |
| Parciales: 46-25, 31-37 | Parciales: 46-25, 31-37 | Parciales: 46-25, 31-37 | Estadio Osvaldo Casanova, Bahía Blanca |  |

| 15 de junio             | Uruguay                 | 93 - 75                 | Chile                                  |  |
|                         |                         |                         |                                        |  |
| Parciales: 50-39, 43-36 | Parciales: 50-39, 43-36 | Parciales: 50-39, 43-36 | Estadio Osvaldo Casanova, Bahía Blanca |  |

| 15 de junio             | Brasil                  | 93 - 53                 | Paraguay                               |  |
|                         |                         |                         |                                        |  |
| Parciales: 57-32, 36-21 | Parciales: 57-32, 36-21 | Parciales: 57-32, 36-21 | Estadio Osvaldo Casanova, Bahía Blanca |  |

| 16 de junio             | Uruguay                 | 86 - 70                 | Paraguay                               |  |
|                         |                         |                         |                                        |  |
| Parciales: 45-34, 41-36 | Parciales: 45-34, 41-36 | Parciales: 45-34, 41-36 | Estadio Osvaldo Casanova, Bahía Blanca |  |

| 16 de junio             | Chile                   | 102-64                  | Bolivia                                |  |
|                         |                         |                         |                                        |  |
| Parciales: 53-34, 49-30 | Parciales: 53-34, 49-30 | Parciales: 53-34, 49-30 | Estadio Osvaldo Casanova, Bahía Blanca |  |

| 17 de junio             | Chile                   | 75 - 80                 | Paraguay                               |  |
|                         |                         |                         |                                        |  |
| Parciales: 38-26, 37-54 | Parciales: 38-26, 37-54 | Parciales: 38-26, 37-54 | Estadio Osvaldo Casanova, Bahía Blanca |  |

| 17 de junio             | Brasil                  | 93 - 59                 | Bolivia                                |  |
|                         |                         |                         |                                        |  |
| Parciales: 48-35, 45-24 | Parciales: 48-35, 45-24 | Parciales: 48-35, 45-24 | Estadio Osvaldo Casanova, Bahía Blanca |  |

| 18 de junio             | Uruguay                 | 85 - 102                | Brasil                                 |  |
|                         |                         |                         |                                        |  |
| Parciales: 42-43, 43-59 | Parciales: 42-43, 43-59 | Parciales: 42-43, 43-59 | Estadio Osvaldo Casanova, Bahía Blanca |  |

| 18 de junio             | Paraguay                | 109 - 58                | Bolivia                                |  |
|                         |                         |                         |                                        |  |
| Parciales: 45-23, 64-35 | Parciales: 45-23, 64-35 | Parciales: 45-23, 64-35 | Estadio Osvaldo Casanova, Bahía Blanca |  |

### Grupo B
|   | Equipo    | Pts | J | G | P | PF  | PC  | Dif  |
| - | --------- | --- | - | - | - | --- | --- | ---- |
| 1 | Argentina | 8   | 4 | 4 | 0 | 410 | 207 | 203  |
| 2 | Venezuela | 7   | 4 | 3 | 1 | 350 | 284 | 66   |
| 3 | Ecuador   | 6   | 4 | 2 | 2 | 256 | 335 | -79  |
| 4 | Perú      | 5   | 4 | 1 | 3 | 260 | 329 | -69  |
| 5 | Colombia  | 4   | 4 | 0 | 4 | 227 | 348 | -121 |

| 14 de junio             | Venezuela               | 100 - 52                | Colombia                               |  |
|                         |                         |                         |                                        |  |
| Parciales: 57-32, 43-20 | Parciales: 57-32, 43-20 | Parciales: 57-32, 43-20 | Estadio Osvaldo Casanova, Bahía Blanca |  |

| 14 de junio             | Argentina               | 107 - 40                | Perú                                   |  |
|                         |                         |                         |                                        |  |
| Parciales: 51-21, 56-19 | Parciales: 51-21, 56-19 | Parciales: 51-21, 56-19 | Estadio Osvaldo Casanova, Bahía Blanca |  |

| 15 de junio             | Perú                    | 75 - 84                 | Venezuela                              |  |
|                         |                         |                         |                                        |  |
| Parciales: 37-39, 38-45 | Parciales: 37-39, 38-45 | Parciales: 37-39, 38-45 | Estadio Osvaldo Casanova, Bahía Blanca |  |

| 15 de junio             | Argentina               | 111 - 37                | Ecuador                                |  |
|                         |                         |                         |                                        |  |
| Parciales: 58-23, 53-14 | Parciales: 58-23, 53-14 | Parciales: 58-23, 53-14 | Estadio Osvaldo Casanova, Bahía Blanca |  |

| 16 de junio             | Ecuador                 | 79 - 72                 | Perú                                   |  |
|                         |                         |                         |                                        |  |
| Parciales: 31-40, 48-32 | Parciales: 31-40, 48-32 | Parciales: 31-40, 48-32 | Estadio Osvaldo Casanova, Bahía Blanca |  |

| 16 de junio             | Argentina               | 94 - 58                 | Colombia                               |  |
|                         |                         |                         |                                        |  |
| Parciales: 45-31, 49-27 | Parciales: 45-31, 49-27 | Parciales: 45-31, 49-27 | Estadio Osvaldo Casanova, Bahía Blanca |  |

| 17 de junio             | Colombia                | 58 - 81                 | Ecuador                                |  |
|                         |                         |                         |                                        |  |
| Parciales: 30-39, 28-42 | Parciales: 30-39, 28-42 | Parciales: 30-39, 28-42 | Estadio Osvaldo Casanova, Bahía Blanca |  |

| 17 de junio             | Argentina               | 98 - 72                 | Venezuela                              |  |
|                         |                         |                         |                                        |  |
| Parciales: 46-49, 52-23 | Parciales: 46-49, 52-23 | Parciales: 46-49, 52-23 | Estadio Osvaldo Casanova, Bahía Blanca |  |

| 18 de junio             | Venezuela               | 94 - 59                 | Ecuador                                |  |
|                         |                         |                         |                                        |  |
| Parciales: 45-26, 49-33 | Parciales: 45-26, 49-33 | Parciales: 45-26, 49-33 | Estadio Osvaldo Casanova, Bahía Blanca |  |

| 18 de junio             | Colombia                | 59 - 73                 | Perú                                   |  |
|                         |                         |                         |                                        |  |
| Parciales: 28-33, 31-40 | Parciales: 28-33, 31-40 | Parciales: 28-33, 31-40 | Estadio Osvaldo Casanova, Bahía Blanca |  |

## Ronda final

### Partido por el noveno puesto
| 19 de junio             | Bolivia                 | 71 - 82                 | Colombia                               |  |
|                         |                         |                         |                                        |  |
| Parciales: 30-41, 41-41 | Parciales: 30-41, 41-41 | Parciales: 30-41, 41-41 | Estadio Osvaldo Casanova, Bahía Blanca |  |

### Partido por el séptimo puesto
| 19 de junio             | Perú                    | 68 - 99                 | Chile                                  |  |
|                         |                         |                         |                                        |  |
| Parciales: 36-46, 32-53 | Parciales: 36-46, 32-53 | Parciales: 36-46, 32-53 | Estadio Osvaldo Casanova, Bahía Blanca |  |

### Partido por el quinto puesto
| 19 de junio             | Paraguay                | 87 - 46                 | Ecuador                                |  |
|                         |                         |                         |                                        |  |
| Parciales: 47-20, 40-26 | Parciales: 47-20, 40-26 | Parciales: 47-20, 40-26 | Estadio Osvaldo Casanova, Bahía Blanca |  |

### Semifinal
|  | Semifinales | Semifinales |    |             | Final        | Final |  |
|  |             |             |    |             |              |       |  |
|  |             |             |    |             |              |       |  |
|  | 19 de junio |             |    |             |              |       |  |
|  | Venezuela   | 86          |    |             |              |       |  |
|  | Brasil      | 91          |    |             |              |       |  |
|  |             |             |    |             |              |       |  |
|  |             |             |    |             | 20 de junio  |       |  |
|  |             |             |    |             | Argentina    | 67    |  |
|  |             | Brasil      | 73 |             |              |       |  |
|  |             |             |    |             |              |       |  |
|  |             |             |    |             |              |       |  |
|  |             |             |    |             | Tercer lugar |       |  |
|  | 19 de junio | 19 de junio |    | 20 de junio | 20 de junio  |       |  |
|  | Argentina   | 87          |    | Venezuela   | 99           |       |  |
|  | Uruguay     | 52          |    |             | Uruguay      | 77    |  |

| 19 de junio             | Venezuela               | 86 - 91                 | Brasil                                 |  |
|                         |                         |                         |                                        |  |
| Parciales: 38-49, 48-42 | Parciales: 38-49, 48-42 | Parciales: 38-49, 48-42 | Estadio Osvaldo Casanova, Bahía Blanca |  |

| 19 de junio             | Argentina               | 87 - 52                 | Uruguay                                |  |
|                         |                         |                         |                                        |  |
| Parciales: 46-39, 36-36 | Parciales: 46-39, 36-36 | Parciales: 46-39, 36-36 | Estadio Osvaldo Casanova, Bahía Blanca |  |

### Partido por el tercer puesto
| 20 de junio             | Venezuela               | 99 - 77                 | Uruguay                                |  |
|                         |                         |                         |                                        |  |
| Parciales: 47-39, 52-38 | Parciales: 47-39, 52-38 | Parciales: 47-39, 52-38 | Estadio Osvaldo Casanova, Bahía Blanca |  |

### Final
| 20 de junio             | Argentina               | 67 - 73                 | Brasil                                 |  |
|                         |                         |                         |                                        |  |
| Parciales: 39-37, 28-36 | Parciales: 39-37, 28-36 | Parciales: 39-37, 28-36 | Estadio Osvaldo Casanova, Bahía Blanca |  |

| Bandera de Brasil    |
| Campeón Brasil       |
| Décimo quinto título |